# NGC 317
NGC 317 là một cặp thiên hà tương tác, bao gồm một thiên hà dạng hạt đậu (PGC 3442) và một thiên hà xoắn ốc (PGC 3345), trong chòm sao Tiên Nữ. Nó được phát hiện vào ngày 1 tháng 10 năm 1885 bởi Lewis Swift.